# Compaq
Компак (англ. Compaq — від Compatibility And Quality — "сумісність і якість") – колишня американська компанія, заснована в 1982, яка розробляла, продавала і підтримувала комп'ютери й супутні товари та послуги. Виробила деякі з перших IBM-сумісних персональних комп'ютерів, будучи другою компанією, після Columbia Data Products, яка юридично перепроектувала IBM Personal Computer. Вона розвинулася до найбільшого постачальника комп'ютерних систем протягом 1990-х. Компанія мала штаб-квартиру на північному заході округу Гарріс, штат Техас.
Створена Родом Кеніоном, Джимом Гаррісом та Біллом Мурто – колишніми топ-менеджерами компанії Texas Instruments. Мурто (старший віце-президент з продажу), Кеніон (президент і головний виконавчий директор) і Гарріс (віце-президент з інженерії) пішли з компанії в результаті реорганізації в 1991, коли президентом і генеральним директором був призначений Екгард Пфайффер. Пфайффер працював усі 1990-ті. Бен Розен надав фінансування з венчурного капіталу при зародженні компанії та служив головою ради директорів протягом 17 років з 1983 до 28 вересня 2000, коли пішов у відставку і його змінив Майкл Капельяс, який був останнім головою і виконавчим директором до злиття компанії.
Протягом 1999-2001 років компанія Compaq змагалася із Dell у ціновій війні, коли у 1999 році Dell випередила Compaq, компанія відновила позицію у 2000 році, але у 2001 році Compaq надалі поступився Dell. Після боротьби у цінових війнах з Dell, а також після ризикованого придбання DEC, була придбана за 25 млрд. $ компанією HP в 2002. Бренд залишався у використанні HP для систем нижчого класу до 2013, після чого ліквідували. Станом на 2024 рік бренд ліцензовано третім особам для використання в електроніці в Бразилії та Індії.